# 蕭君勉
蕭君勉，家名佛莲，廣東興寧縣葉塘人。1917年入雲南講武堂第十二期，與葉劍英同學，任職中央直轄建國粵軍總司令部軍械處處長，曾參加北伐戰爭和抗日戰爭。中華民國中将参军。1950年後定居廣州，1970年代逝世。他的胞弟萧冀勉是黄埔一期的学员。

## 資料來源
1. ↑  . 兴宁市地方志办公室.   [2014-12-21]. （原始内容存档于2016-03-04）.
2. ↑  . 中国黄埔军校网.   [2014-12-21]. （原始内容存档于2013-04-24）.